# Košice-Západ
Západ (West) (Hongaars: Kassa-Nyugat) is een stadsdeel van Košice. Het maakt deel uit van het district Košice II en ligt aan de zuidwestelijke rand van de oude stad. 
Západ telt 39.410 inwoners waaronder circa 1100 Hongaren.
De plaats was in de jaren 1960 het onderwerp van een bouwproject voor een groot aantal woonruimten (hoogbouw). In weerwil van de beperkte oppervlakte (5,63 km²) is dit het derde dichtst bevolkte stadsdeel van Slowakije. Alleen de wijken Petržalka en Ružinov in Bratislava zijn dichter bevolkt.

## Topografie

Plaatsbepaling van het stadsdeel Sever binnen de stad Košice.

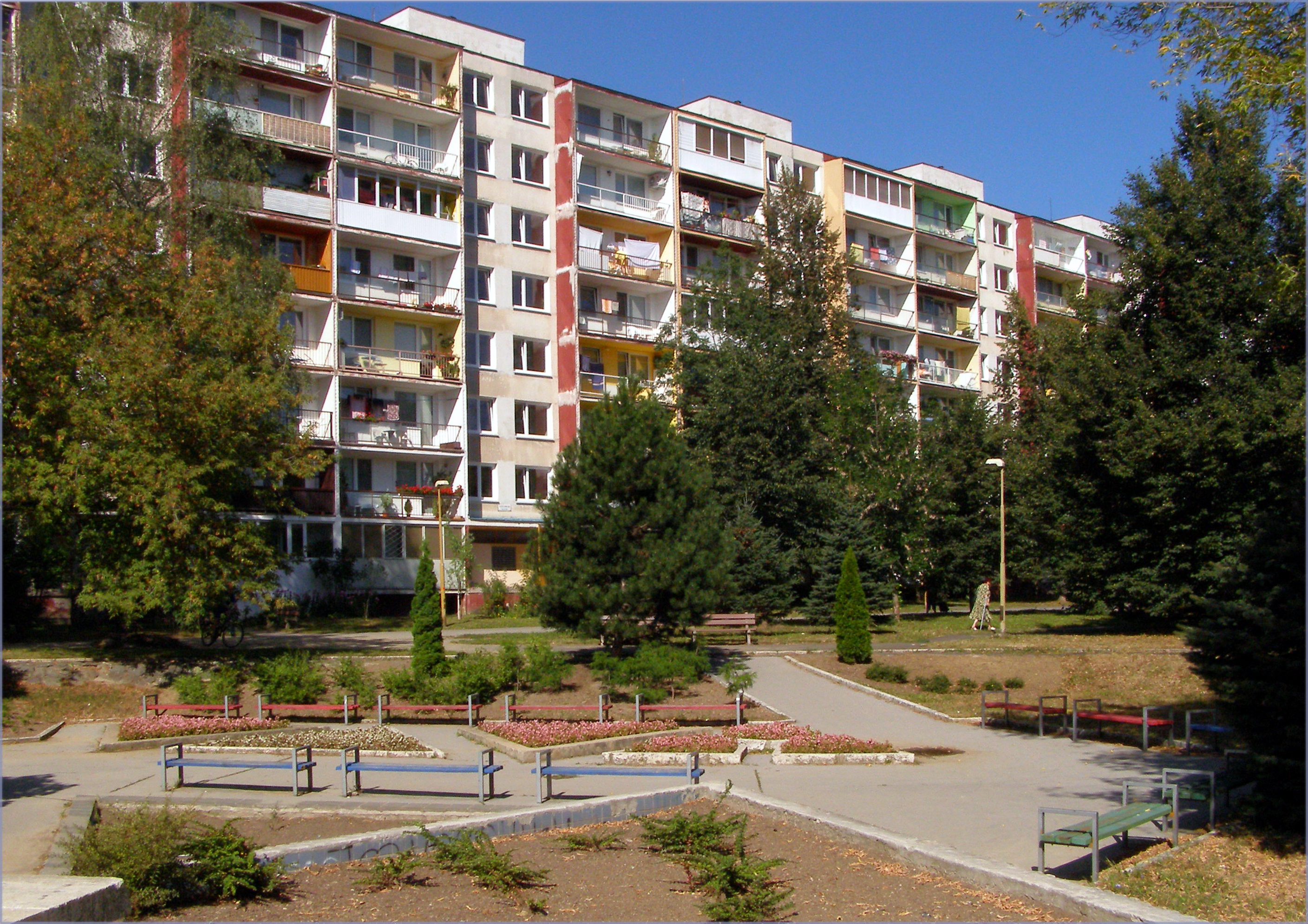
Woningen in de
Gudernova ulica (Lunik IV).

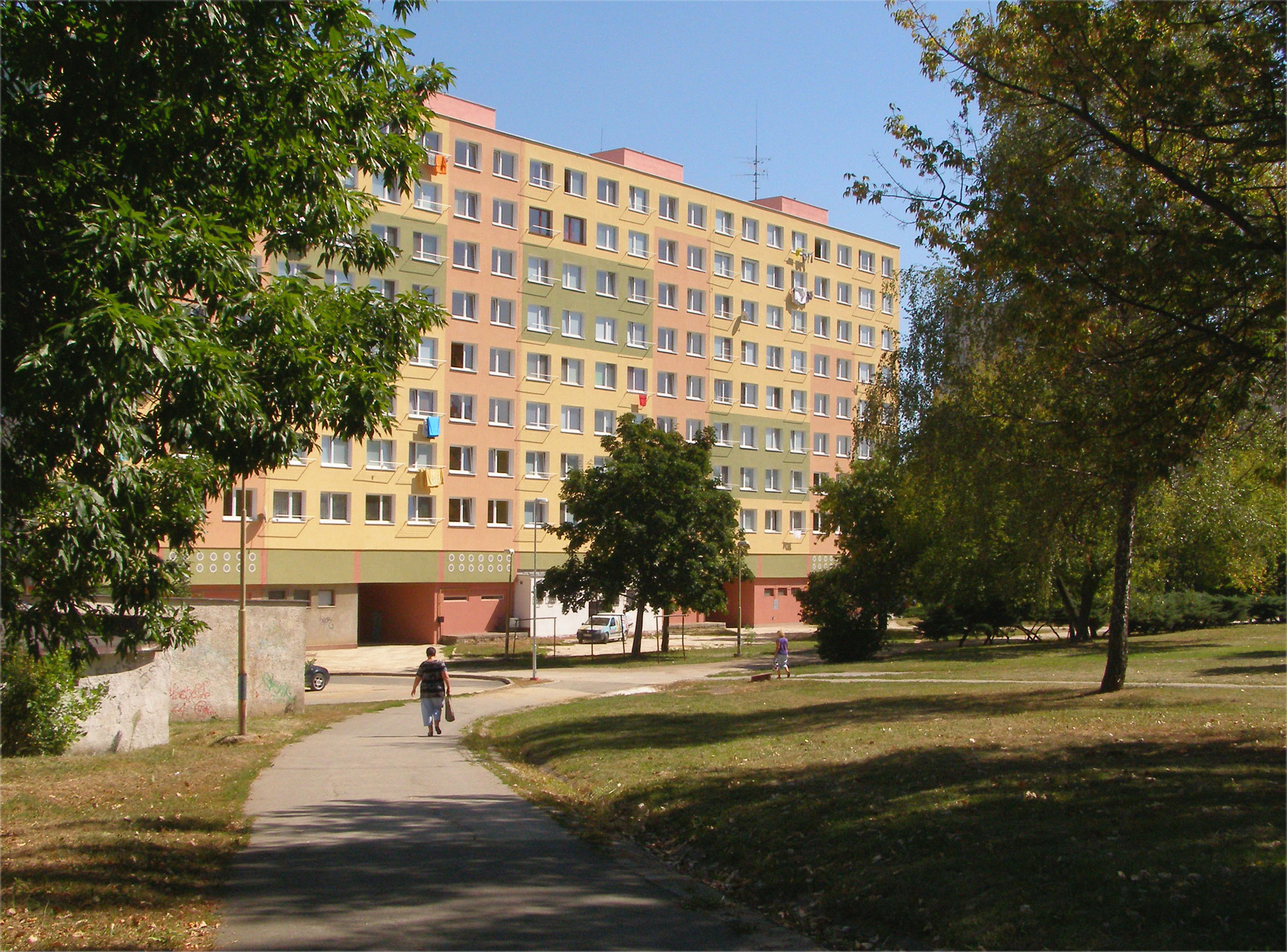
Woningen in de
Markušova ulica (Lunik IV).

Západ ligt op een hoogte van 243 meter boven de zeespiegel.

### Wijken
De woonwijken met hoogbouw: "Luník I, Luník II, Luník III, Luník IV, Luník V, Luník VI, Luník VII en Luník VIII" werden ontwikkeld in de jaren 1960.
Ze werden genoemd naar het Russische ruimtevaartprogramma Luna en de gelijknamige reeks maansondes.

### Straten
De hierna volgende straten liggen geheel of gedeeltelijk in het stadsdeel Západ:
Aničkin park, Bardejovská, Bernolákova, Blatná, Bratislavská, Brečtanova, Brigádnická, Brnenská, Čapajevova, Československého odboja, Čičky-Majer, Diamantová, Fialková, Gudernova, Hellova, Hodonínska, Hronská, Humenská, Idanská, Inžinierska, Ipeľská, Jantárové námestie, Jazmínová, Jedlíkova, Jihlavská, Karlovarská, Katkin park, Kežmarská, Konvalinková, Kremnická, Kysucká, Laborecká, Lesnícka, Lučenská, Ľudová, Markušova, Martinská, Matuškova, Medická, Michalovská, Mikovíniho, Moldavská cesta, Moskovská trieda, Muškátová, Narcisová, Nešporova, Obchodná, Ondavská, Opálová, Orgovánová, Petzvalova, Piešťanská, Plzenská, Poľovnícka, Popradská, Považská, Pražská, Robotnícka, Rožňavská, Rubínová, Ružínska, Ružomberská, Ružová, Sliačska, Smaragdová, Sokolovská, Stodolova, Stokrásková, Stropkovská, Šafárikova trieda, Štiavnická, Topásova, Topoľčianska, Toryská, Trebišovská, Tri hôrky, Trieda SNP, Trnavská, Uherova, Ulica obrody, Ulica pokroku (Straat van vooruitgang), Ulica slobody (Straat van vrijheid), Ulica výstavby (Bouwstraat), Ungárova, Zuzkin park, Zvončeková, Žilinská.

### Waterlopen
- Čičkovský potok (Čičkovský-beek)
- Račí potok (Račí-beek)

## Geschiedenis
In het begin van de jaren 1920 en 1930 begon de bouw van woningen in de volgende straten:
Chmeľová, Hadová, Krížiková, Blatná, Robotnícka, Konvalinková, Zellova, Michalská, Píšťaľná, Mračná, Mišíkova, TriŠ hôrky, Guothova, Lastovičia, Slávičia, Senná, Široká, Rovná, Idanská, Bernolákova.
Een aantal jaren later, op 22 februari 1962, ging men aan de slag met de constructie van een nieuwe woonwijk, genaamd: Nové mesto ("Nieuwe stad"). Dit bouwproject werd voltooid in 1971.

## Bezienswaardigheden

### Recente bouwwerken
- Stadhuis van Košice (1979 – 1985) [Slowaaks 1]
- Raadhuis van het stadsdeel Západ (1979 – 1985) [Slowaaks 2]
- Universitair Ziekenhuis Louis Pasteur (1967 – 1991) [Slowaaks 3]
- Oost-Slowaaks Instituut voor Cardiovasculaire Ziekten (2006 – 2007) [Slowaaks 4]

### Parken
- Aničkin-park (Luník III) (Adres: Hronská)
- Katkin-park (Luník II) (Adres: Čapajevova)
- Zuzkin-park (Luník I) (Adres: Poľovnícka)

## Openbaar vervoer

### Trein
Voor het vervoer per trein zijn de bewoners aangewezen op het station van Košice. Dit bevindt zich op een afstand van ongeveer 3 kilometer. Er zijn regelmatig verbindingen naar een grote verscheidenheid van bestemmingen, zowel naar binnen- als buitenland.

### Tram en autobus
- De tramlijnen 5, 6, 9, R1, R2, R3, R4, R5, R6, R7 en R8 bedienen het stadsdeel.[2]
- trolleybuslijnen 71 en 72
- autobuslijnen 10, 12, 17, 19, 20, 32, 34, 36, 55, 57

## Illustraties

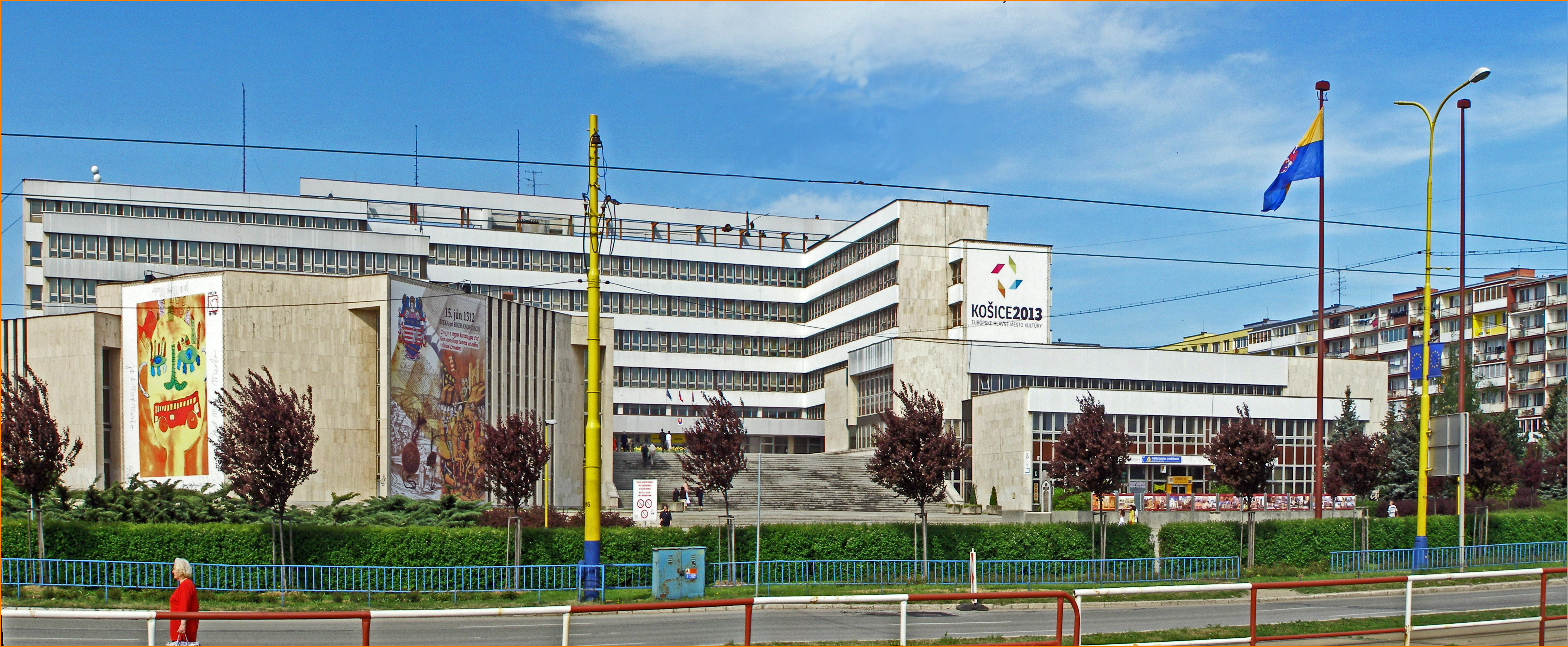
Stadhuis van Košice (1979 – 1985).
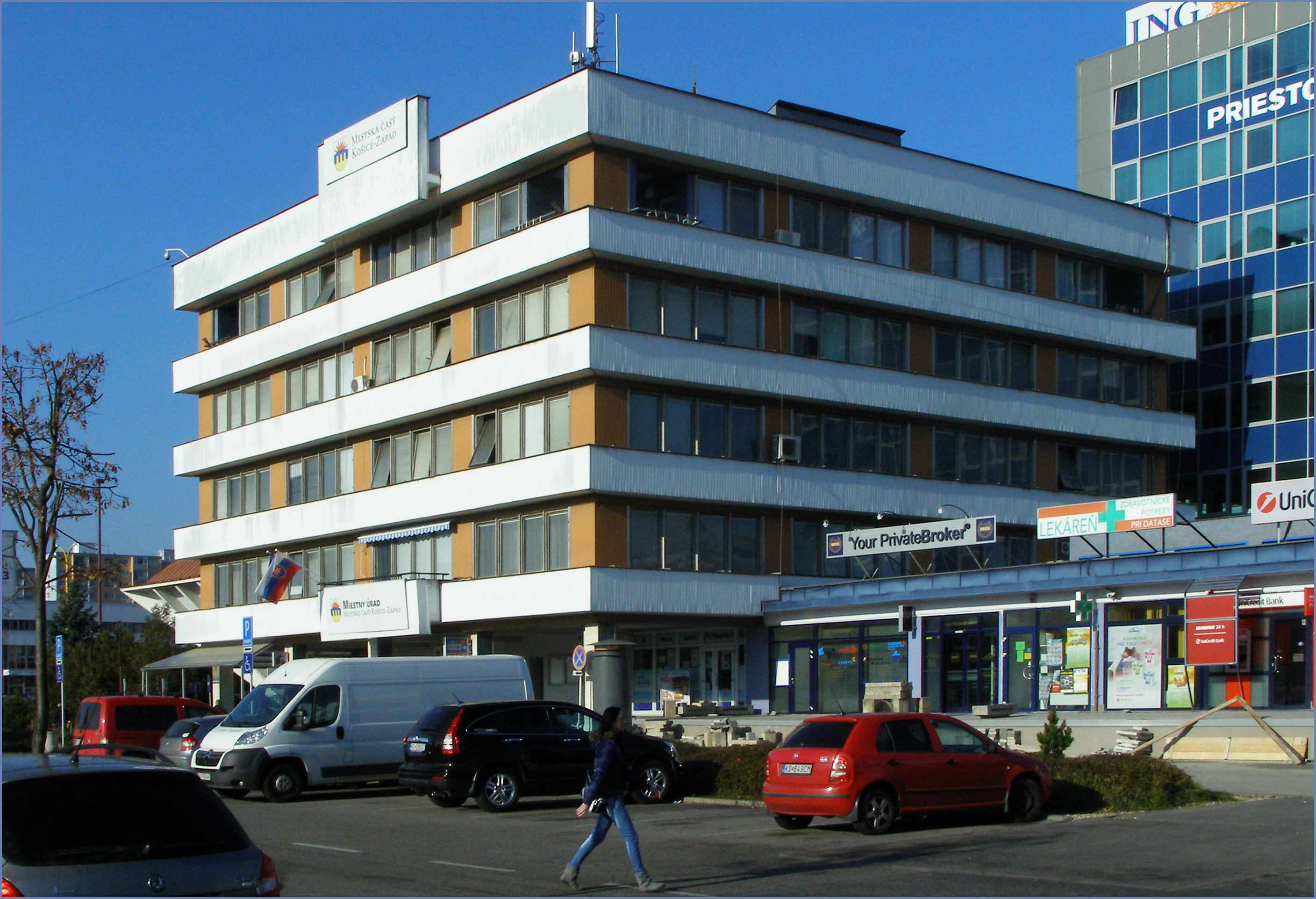
Raadhuis van het stadsdeel Západ.
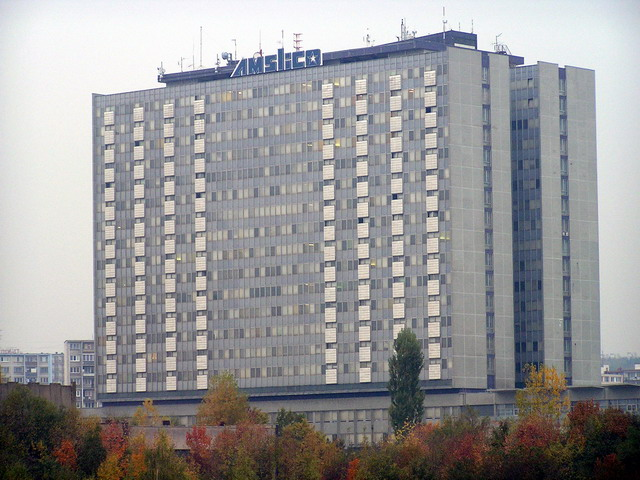
Universitair Ziekenhuis Louis Pasteur (1967 – 1991).
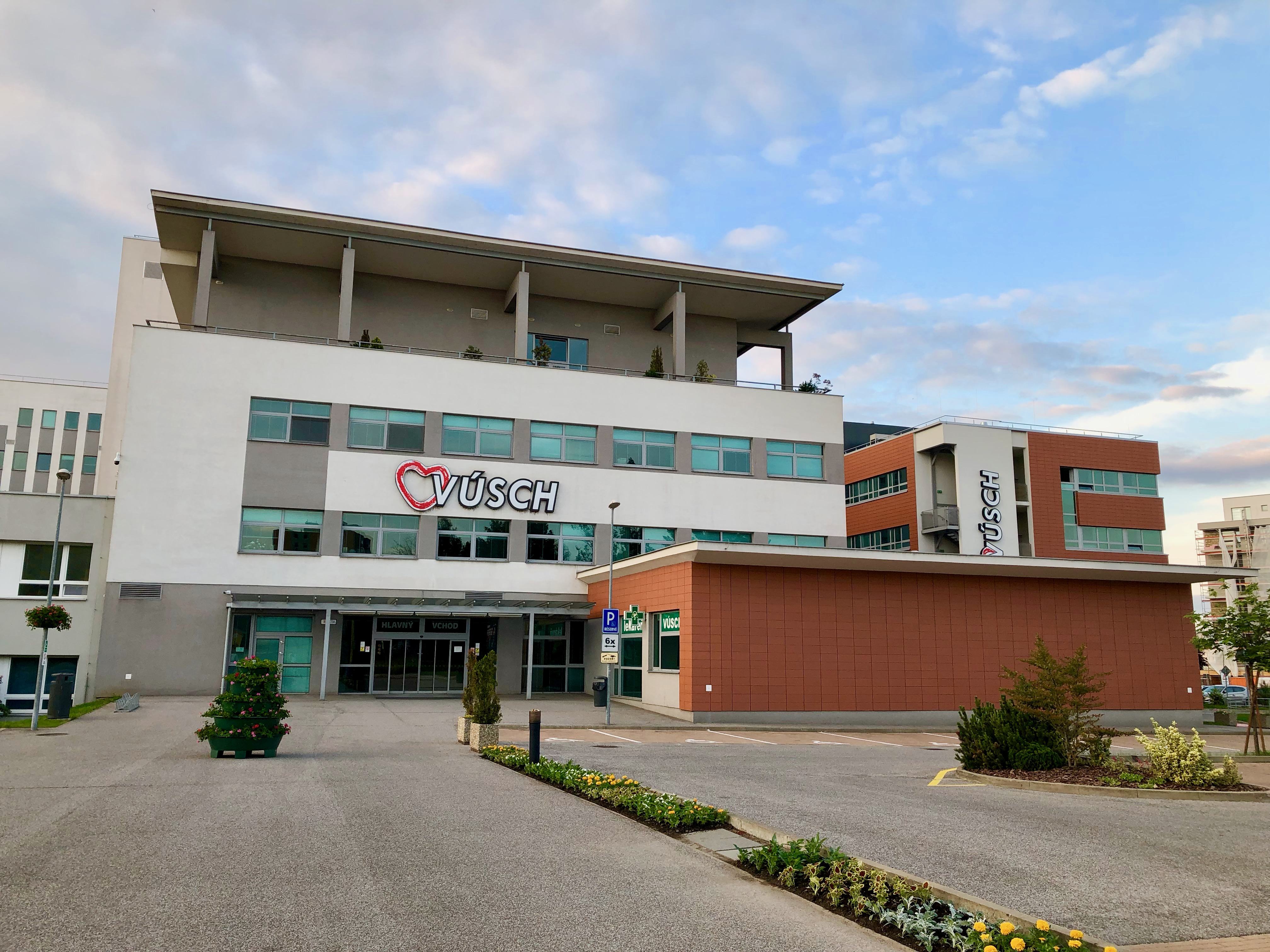
Oost-Slowaaks Instituut voor Cardiovasculaire Ziekten (2006 – 2007).
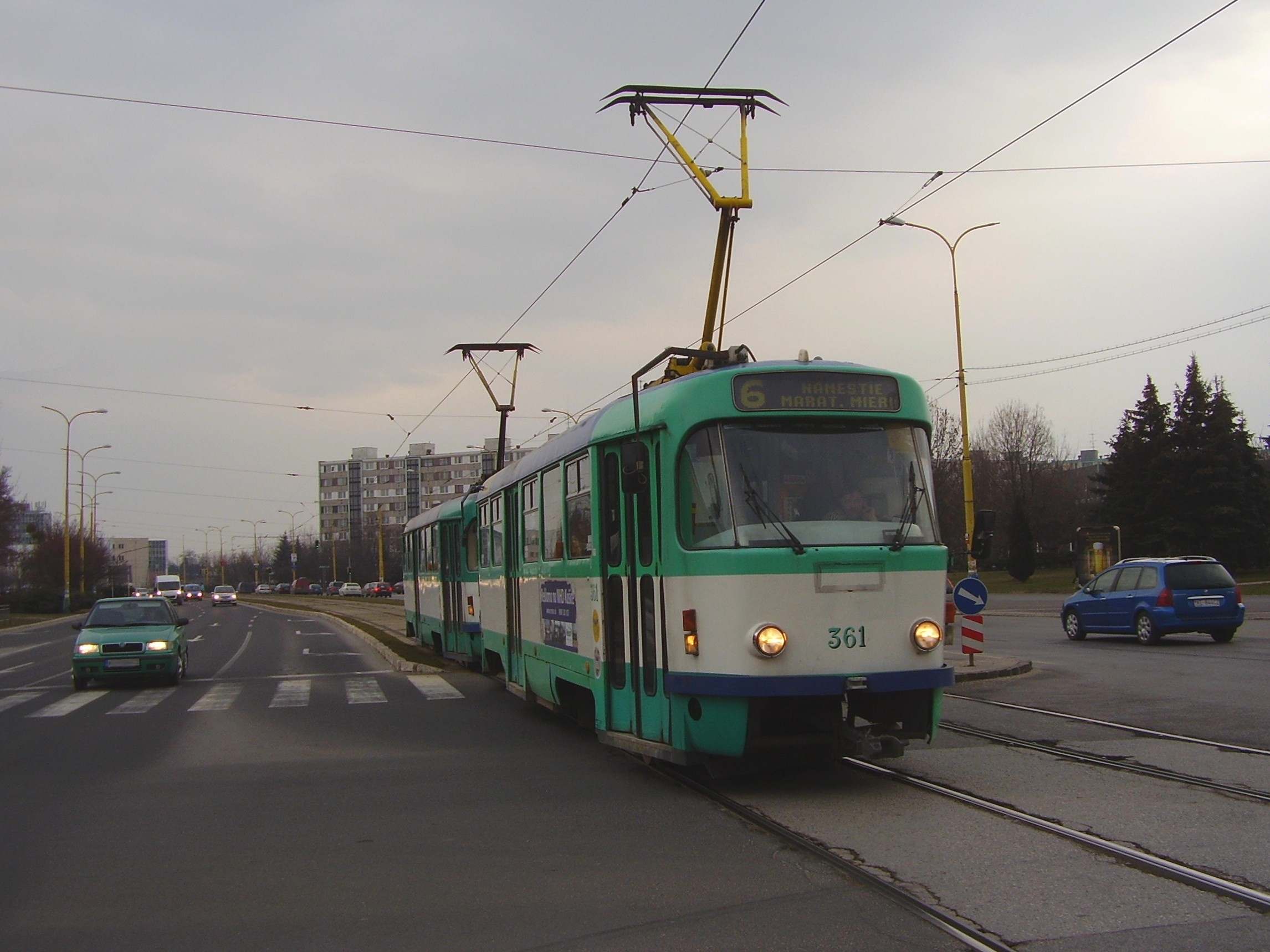
Tramlijn 6 aan de Trieda SNP.
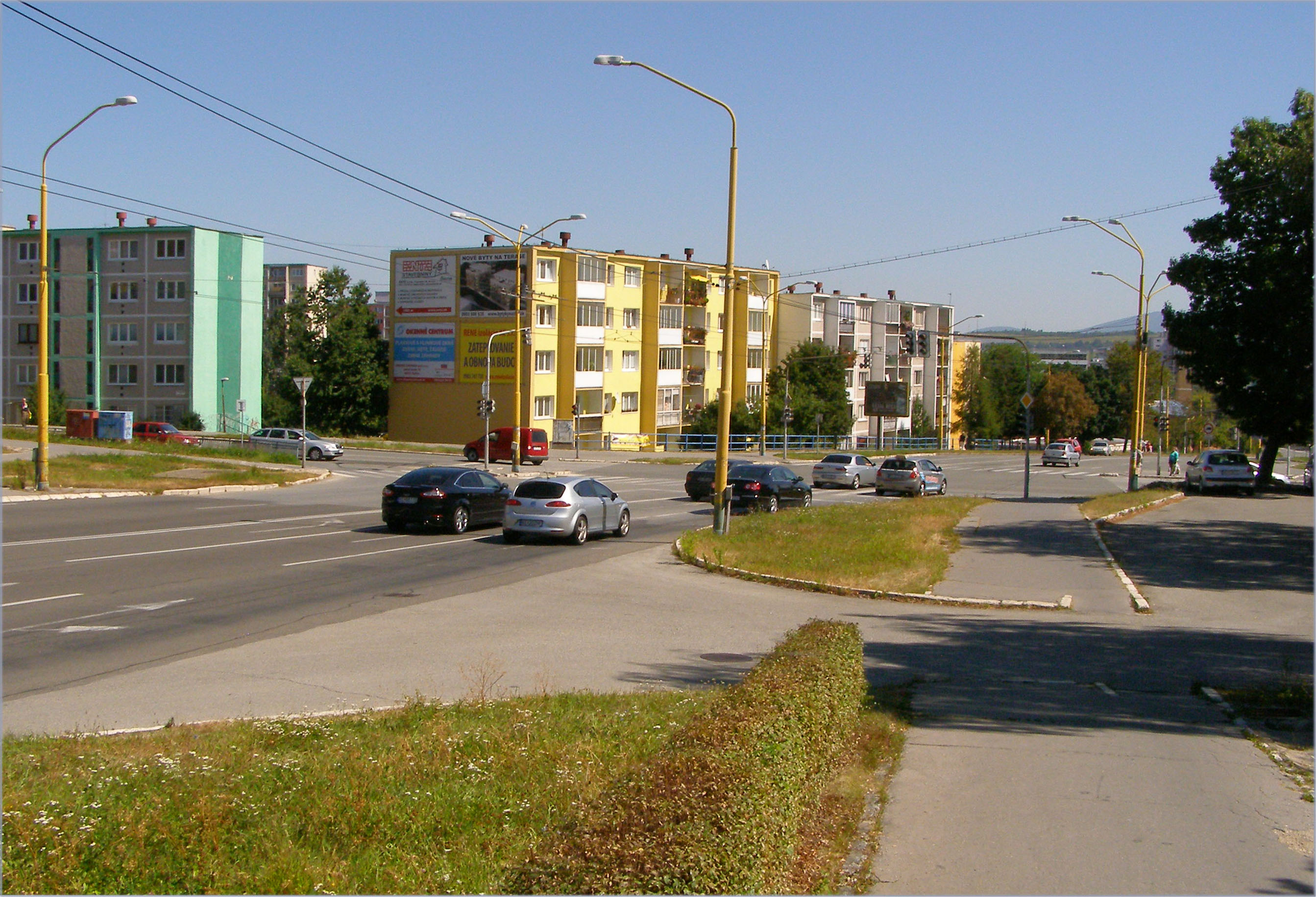
Kruispunt van de Popradská ulica en de Toryská ulica.
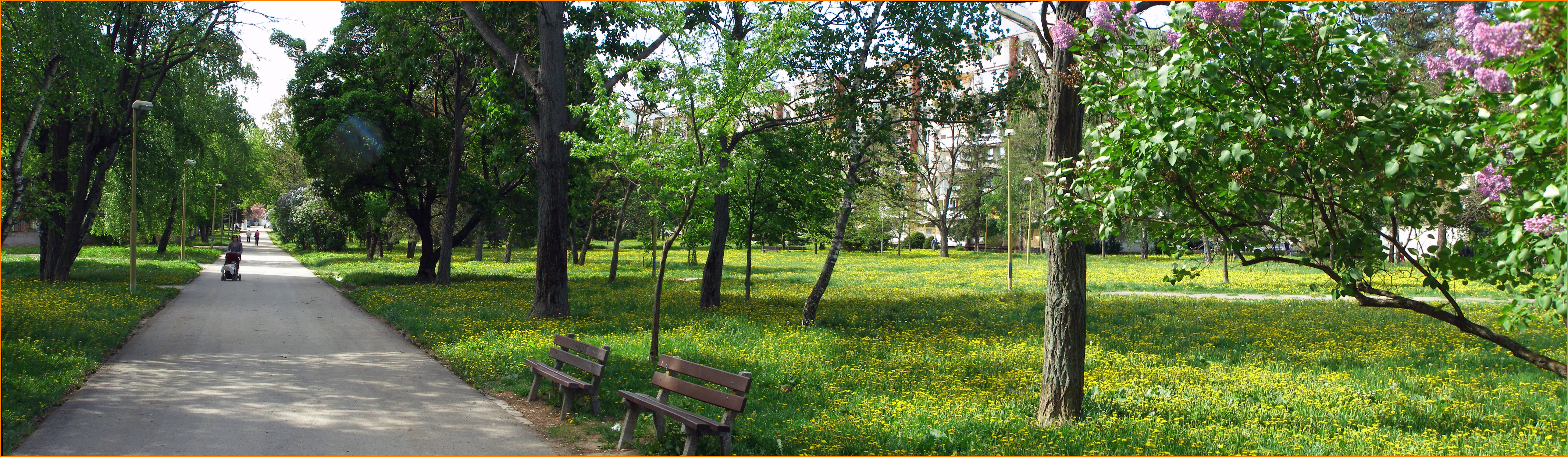
Parkje in de wijk Lunik IV.
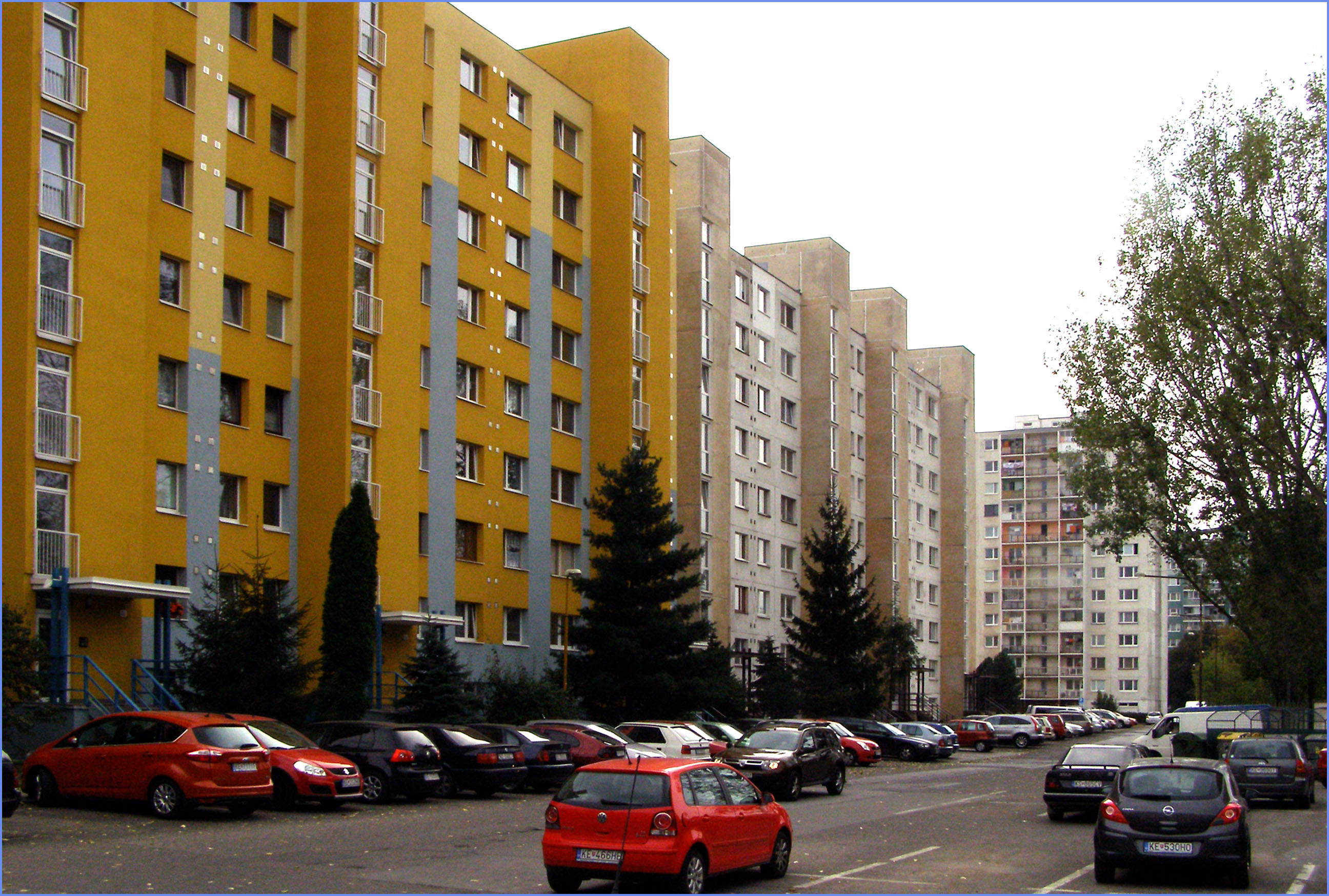
Woningen in de Matuškova ulica (Lunik V).
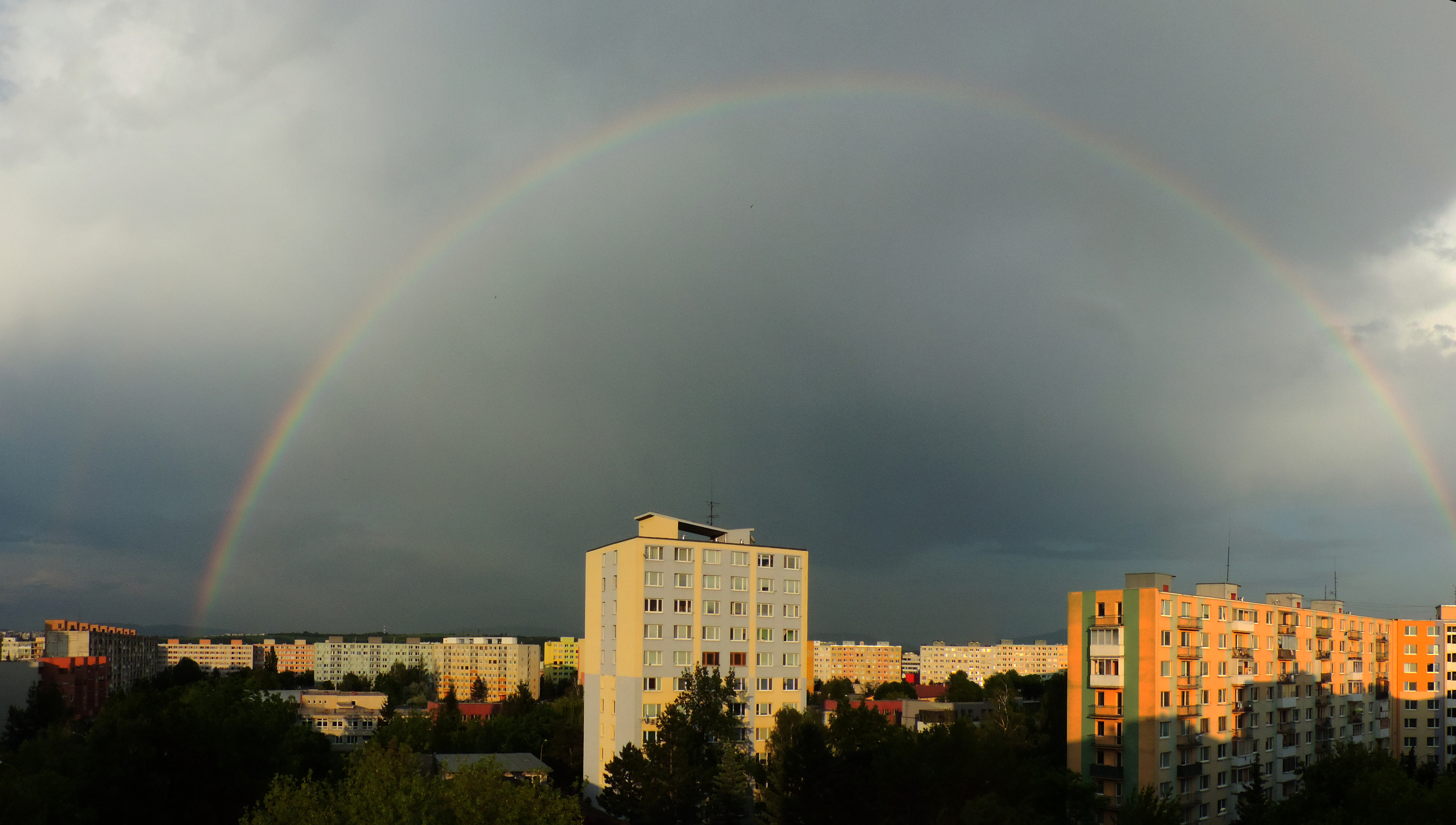
Regenboog in de woonwijk Lunik VI.
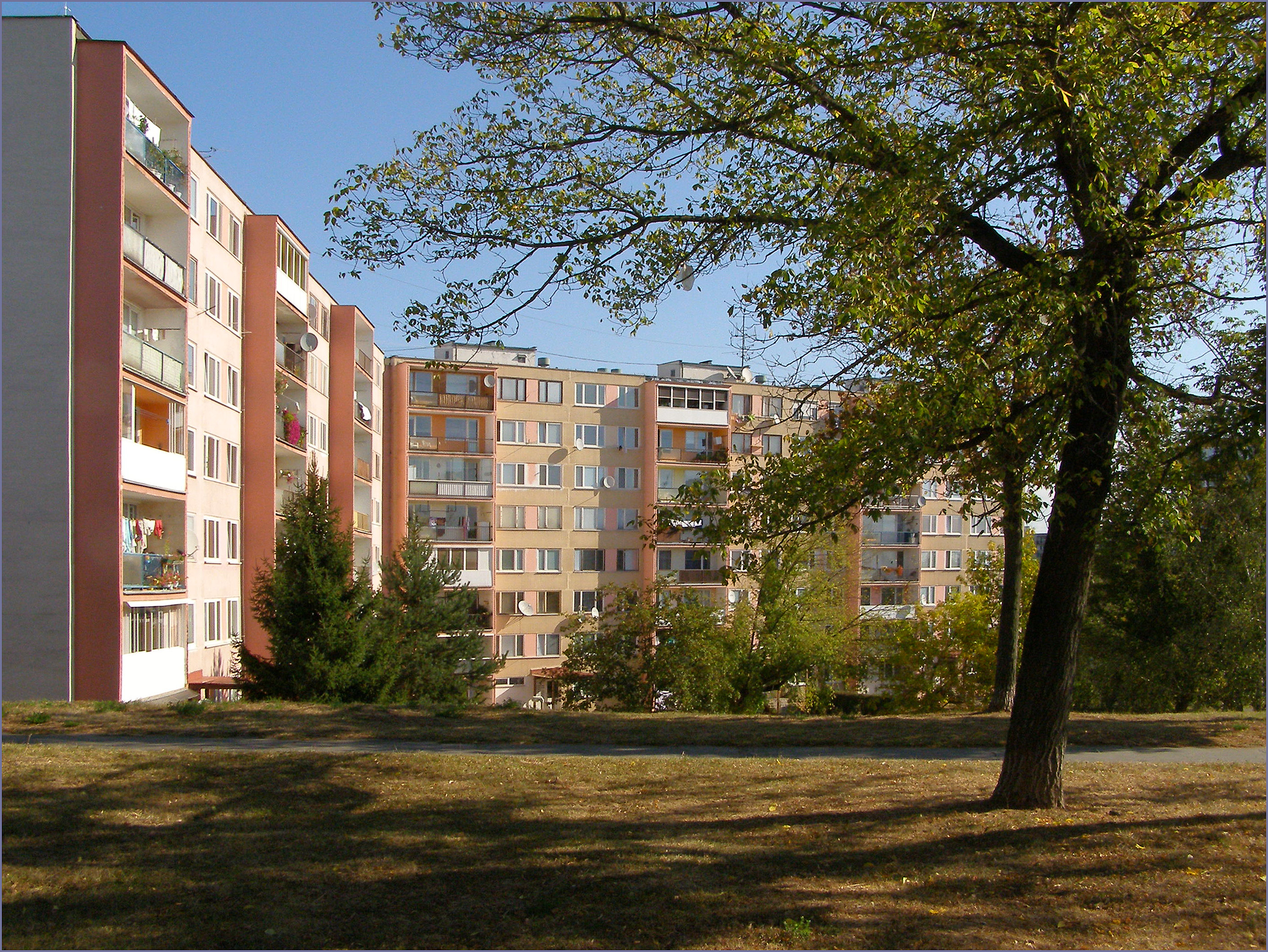
Woningen in de Humenská ulica (Lunik VII).